# Liste de musiciens et ensembles de musique traditionnelle québécoise

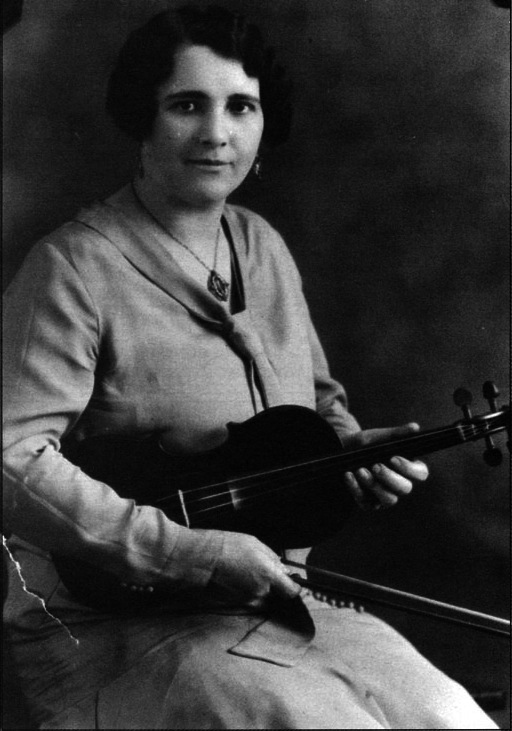
La Bolduc.

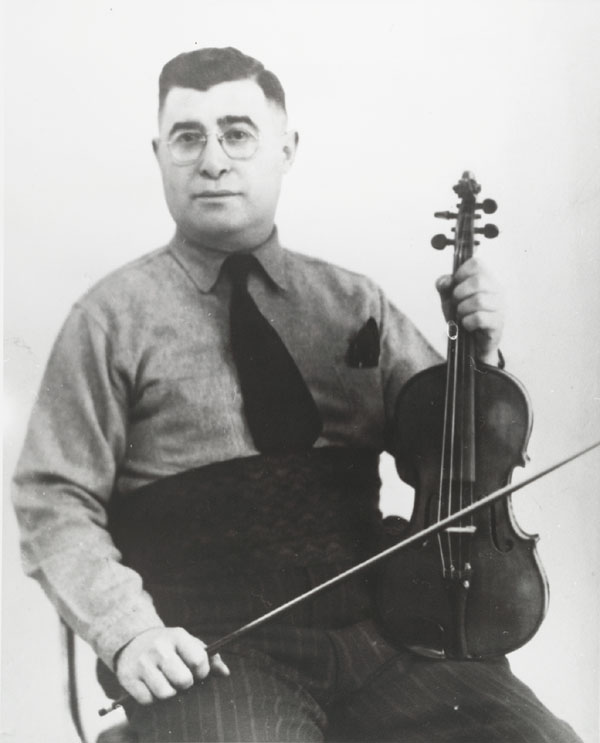
Isidore Soucy

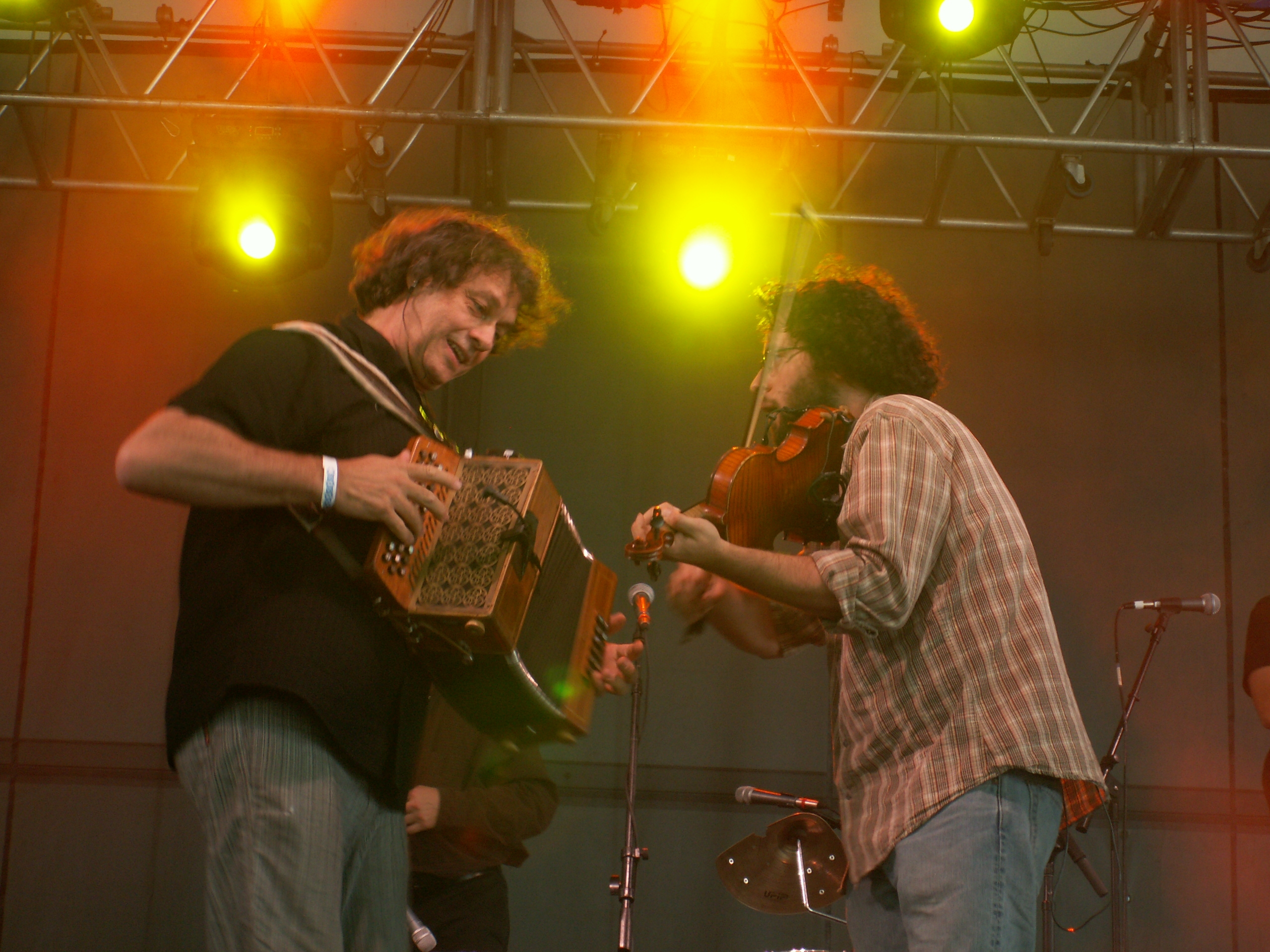
Deux membres de La Bottine souriante

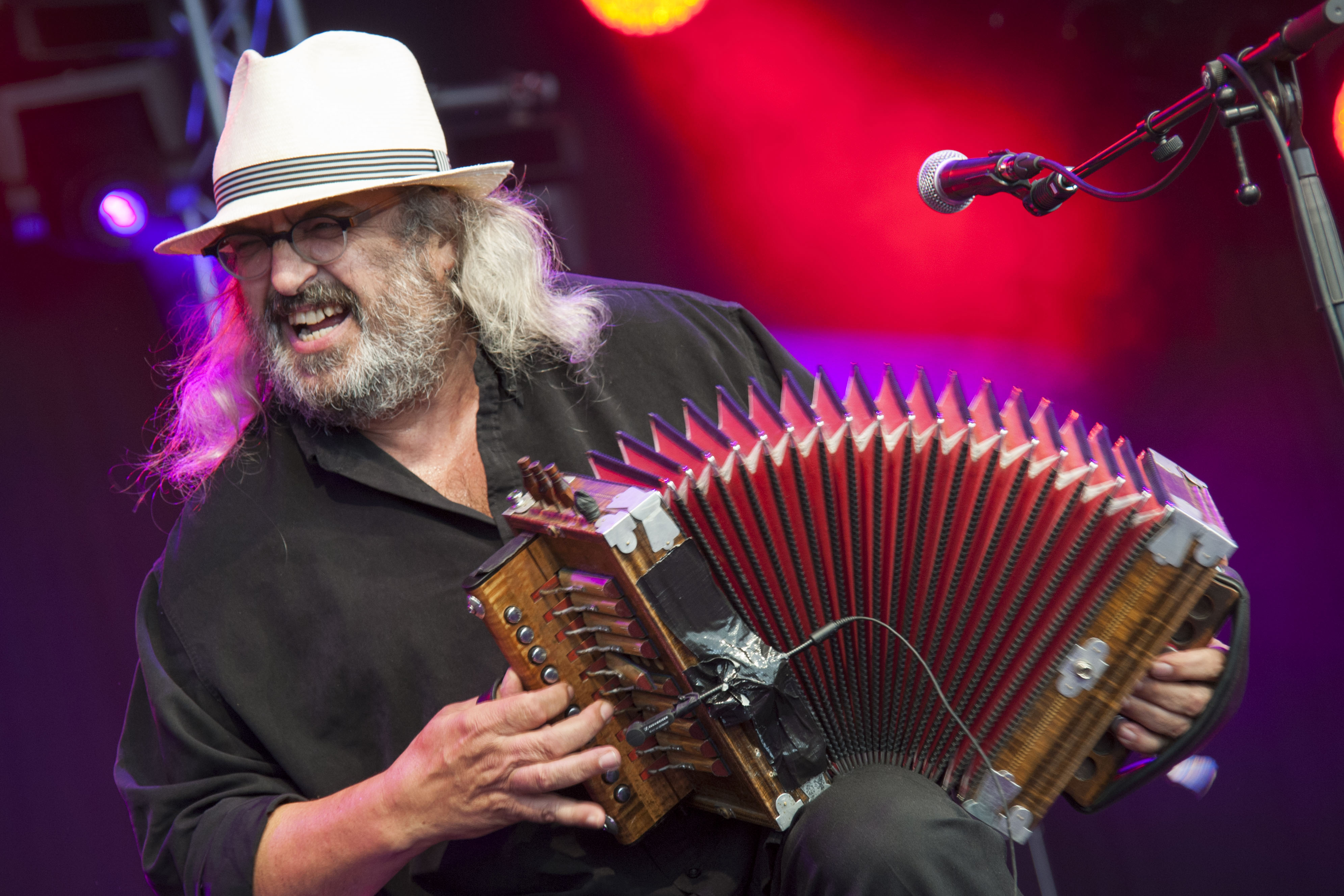
Yves Lambert

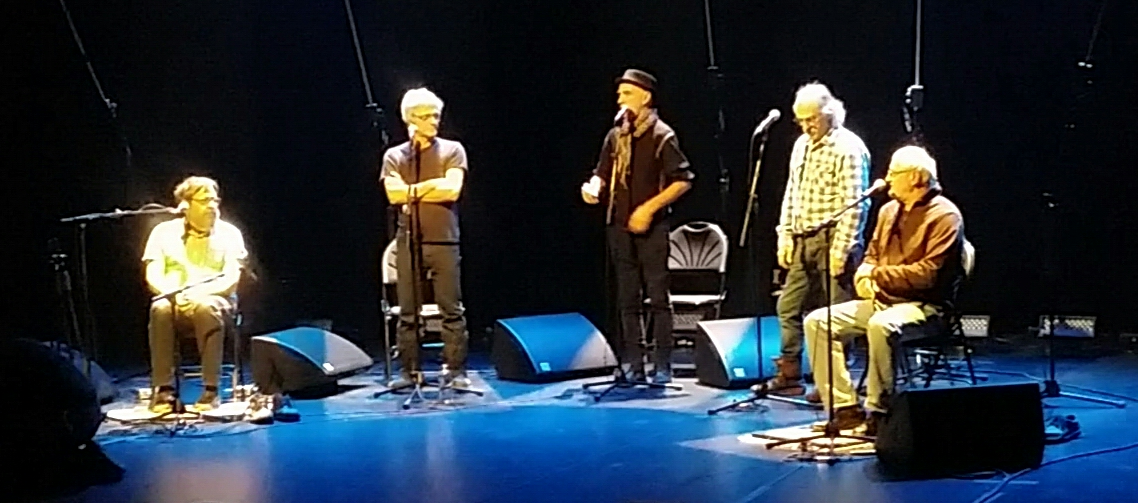
Les Charbonniers de l'enfer

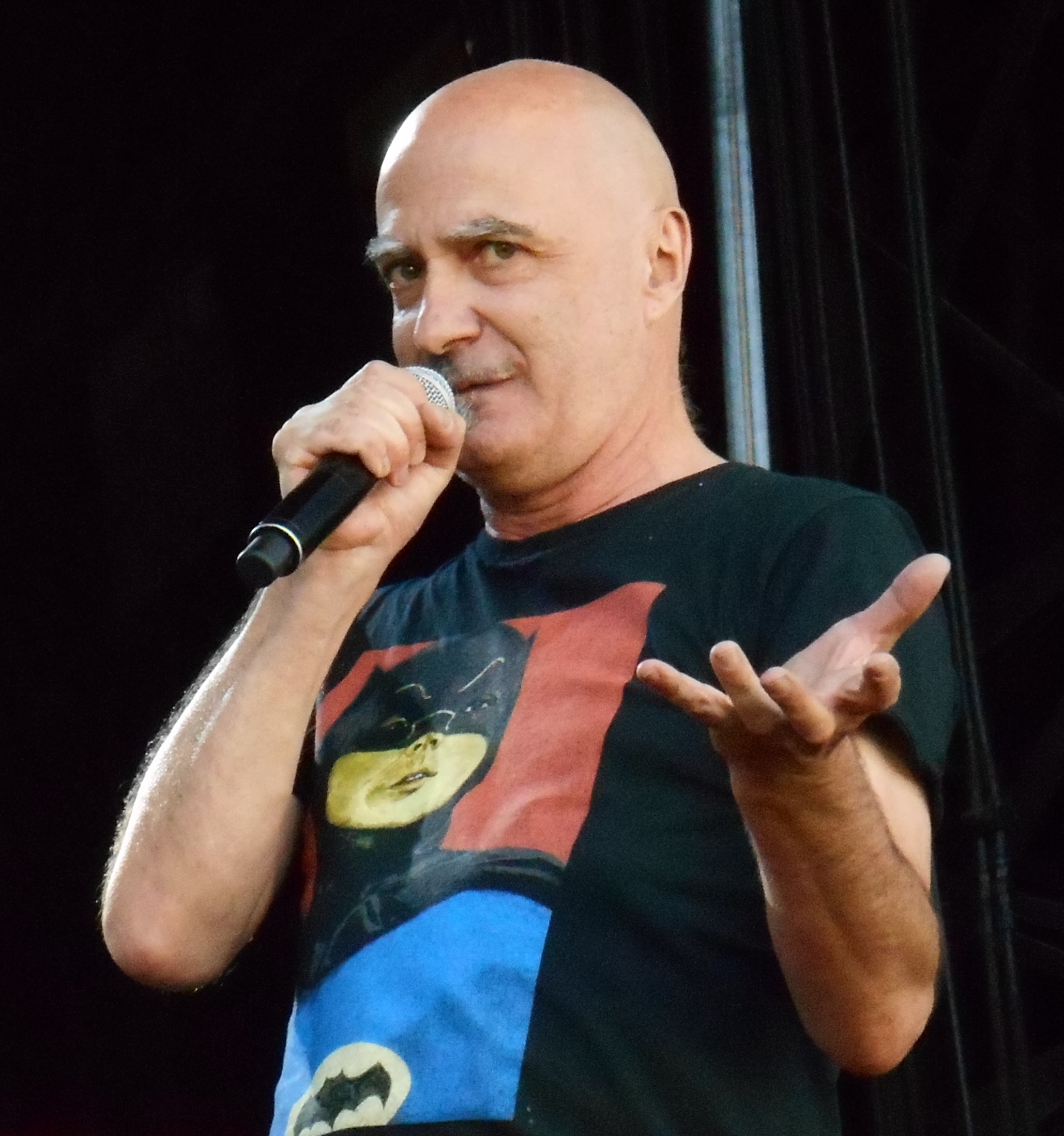
Michel Faubert

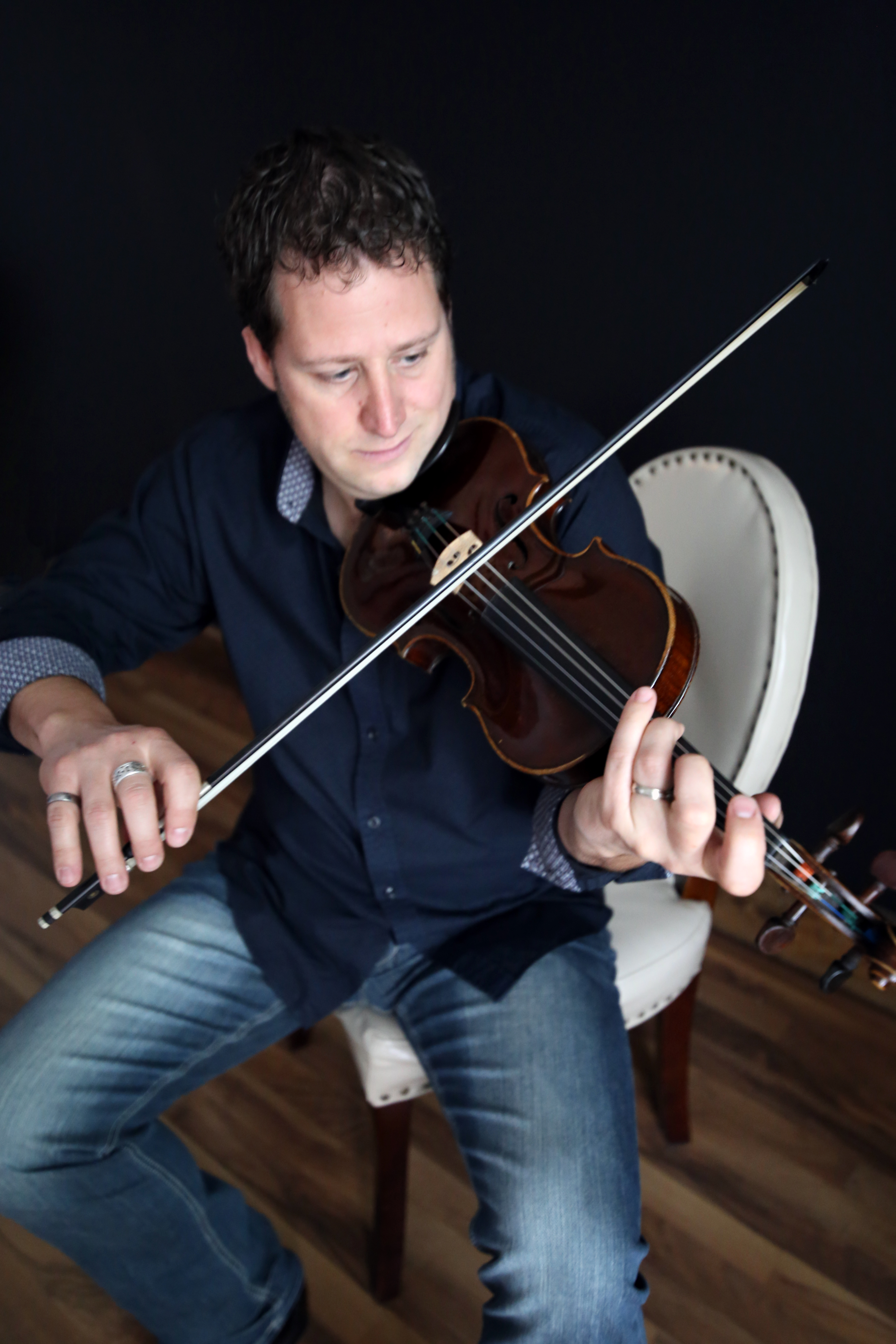
André Brunet

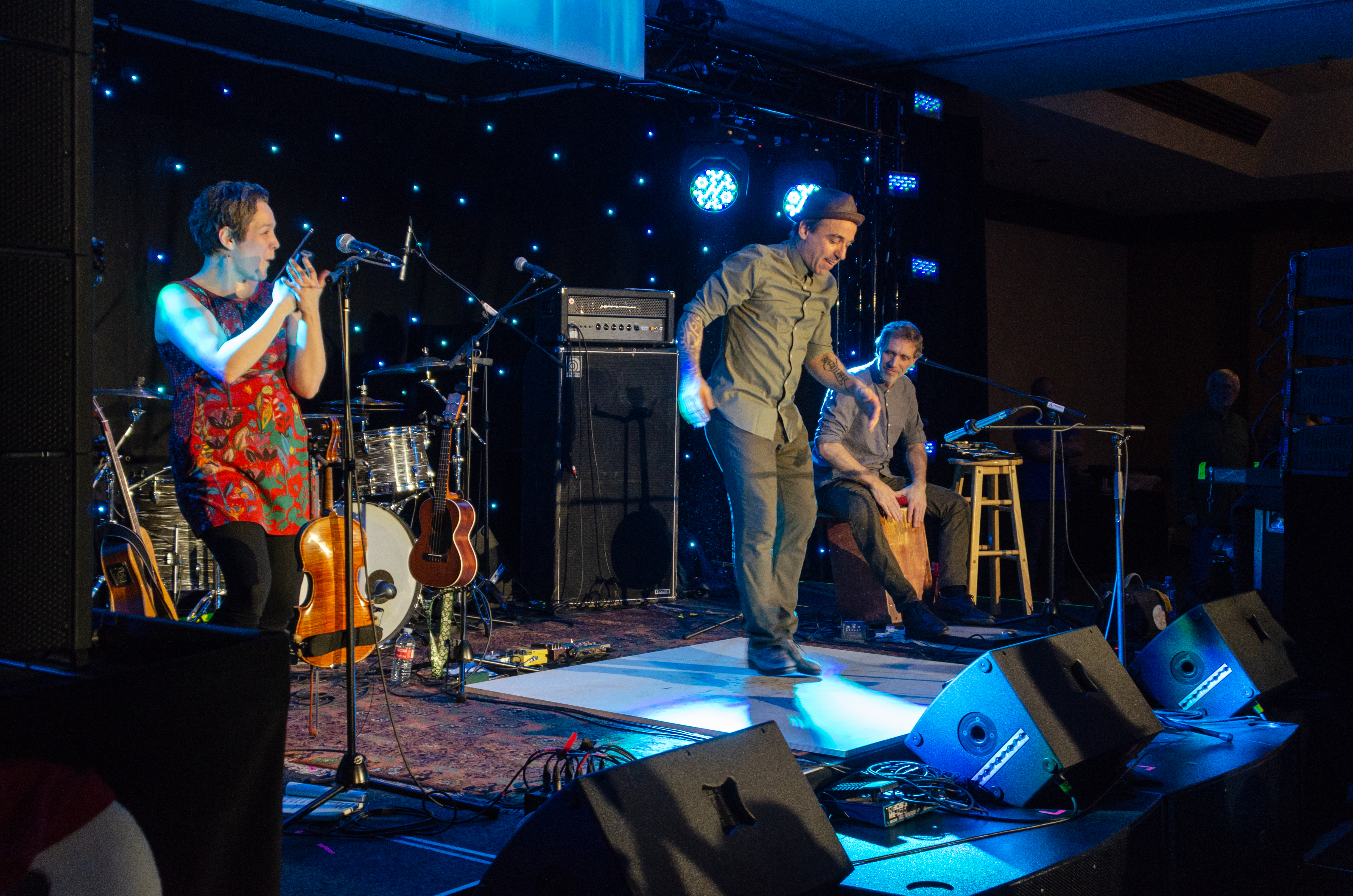
Bon Débarras

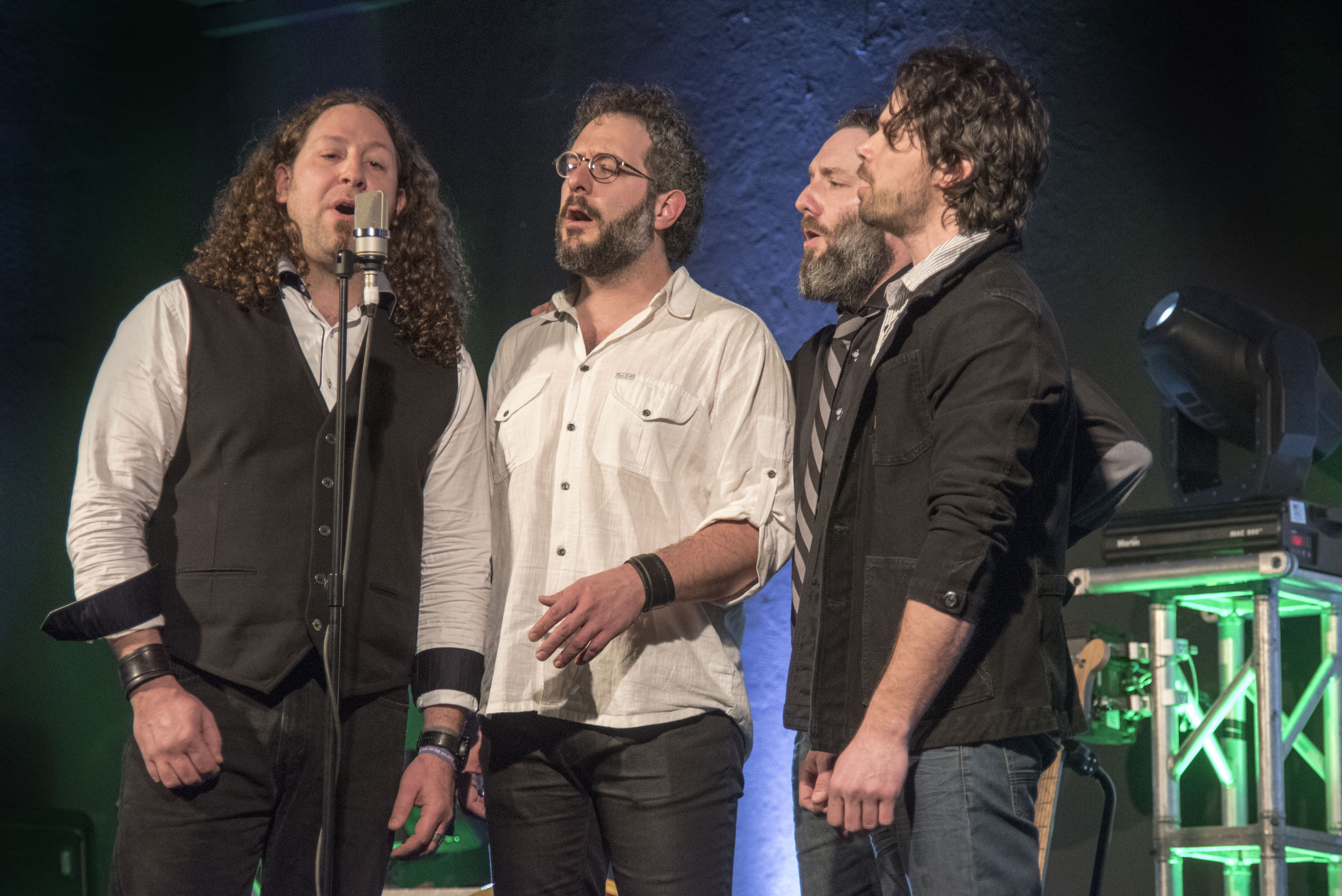
Le Vent du Nord.

Vous trouverez ci-dessous une liste non exhaustive des musiciens et ensembles de musique traditionnelle québécoise, classés chronologiquement selon le début de carrière de l'artiste ou de l'ensemble.

## Années 1920
- Joseph Allard[1]
- La Bolduc (active jusqu'à la fin des années 1930)
- J. O. LaMadeleine[2]
- Ovila Légaré[3]
- Charles Marchand
- Alfred Montmarquette
- Aldor Morin (actif jusqu'aux années 1990)
- Isidore Soucy (actif jusqu'au début des années 1960)

## Années 1930
- Jean Carignan[1] (actif jusqu'aux années 1980)
- Jacques Labrecque[4]
- Les Montagnards Laurentiens[5]
- Ti-Blanc Richard

## Années 1940
- Alan Mills
- Monsieur Pointu

## Années 1950
- Hélène Baillargeon
- Philippe Bruneau[1] (actif jusqu'aux années 2000)
- Marcel Messervier
- Raoul Roy
- La famille Soucy
- Adélard Thomassin (actif jusqu'aux années 2010)

## Années 1960
- Les Cailloux

## Années 1970
- Barde
- La Bottine souriante[1],[6],[7] (actif)
- Louis « Pitou » Boudreault
- Breton-Cyr (duo formé de Gaëtane Breton et Richard Cyr)
- Denis_Côté_(musicien) (actif)
- L'Engoulevent
- Eritage
- Garolou[6] (actif jusqu'à la fin des années 1990)
- Gabriel Labbé
- Yves Lambert (actif)
- Alain Lamontagne
- Gervais Lessard
- André Marchand (actif)
- Les sœurs McGarrigle
- Jean-Claude Mirandette (actif jusque dans les années 2010)
- Lisa Ornstein[8] (active)
- Le Rêve du Diable[6],[7] (actif)
- Daniel Roy[9]
- Bernard Simard[10] (actif jusqu'à la fin des années 2010)
- Suroît[11]
- Jules Verret

## Années 1980
- Ad Vielle Que Pourra
- Danielle Martineau[12] (active)
- Robert Legault[13] (actif)
- Denis Pépin[14] (actif)

## Années 1990
- Jean-François Bélanger[15] (actif)
- Le bruit court dans la ville[8]
- André Brunet[16] (actif)
- Les Charbonniers de l'enfer[1]
- Michel Faubert (actif)
- Jean-Paul Guimond (actif)
- Hommage aux aînés (actif)
- Jean-Paul Loyer[17]
- Yvon Mimeault[18]
- Mythes et Légendes[19]
- Ni sarpe ni branche
- Réveillons![20]
- Liette Remon (actif)
- Les Tireux d'Roches[21] (actif)
- La Volée d'Castors
- Guignolée
- La Vesse du Loup (actif)

## Années 2000
- Belzébuth
- Nicolas Boulerice (actif)
- Robert Bouthillier (actif)
- Les chauffeurs à pieds (actif)
- Bon Débarras (actif)
- Olivier Demers (actif)
- Sébastien Deshaies[22] (actif)
- La Famille Cantin (actif)
- Galant, tu perds ton temps (actif)
- Genticorum[23] (actif)
- Les Grands Hurleurs (actif)
- Musique à bouches (actif)
- Norouet[24]
- Rosier[25] (actif, anciennement Les poules à Colin)
- Serre l'Écoute
- De Temps Antan[26] (actif)
- La Tuque Bleue
- Le Vent du Nord[1],[26] (actif)
- Quimorucru (groupe gaspésien /Acadien)(actif)

## Années 2010
- Carotté[27] (actif)
- La Croisée D'Antan[28] (actif)
- La déferlance[29] (actif)
- Le Diable à cinq[30] (actif)
- É.T.É[31]. (actif)
- Grosse Isle[32] (actif)
- Yves Lambert Trio[33] (actif)
- MAZ[34] (actif)
- Mélisande [électrotrad] (actif)
- L'Orchestre Pic-Bois
- Les poules à Colin (devenu Rosier) (actif)
- Dâvi Simard (actif)
- Babineau / Chartrand (actif)
- Babineau / Duval

## Années 2020
- La Pastourelle[35] (actif)
- Germaine[36] (actif)
- Alexis Chartrand & Colin Savoie-Levac

### Sources
- Jean Duval, Porteurs de pays à l'air libre : jeu et enjeux des pièces asymétriques dans la musique traditionnelle du Québec (thèse de doctorat en ethnomusicologie), Université de Montréal, 2012, 470 p. (lire en ligne)
- Monique Provost, Les usages sociaux du djembé au Québec : construction locale d'un patrimoine culturel immatériel mondial (thèse de doctorat en ethnologie et patrimoine), Université Laval, 2016, 392 p. (lire en ligne)